# Lophocebus ugandae
Lophocebus ugandae  (лат.) — вид обезьян семейства мартышковых отряда приматов, один из видов рода Бородатые мангобеи. Этот примат ранее считался подвидом гривистого мангабея (Lophocebus albigena). Однако в 2007 году его приматолог Колин Грувз поднял его до ранга вида. Этот вид значительно меньше серощёкого бородатого мангобея, имеет более короткий череп и маленькую морду. Первоначальное описание виду было дано в 1912 году немецким зоологом Паулем Мачи. Вид имеет светло-коричневую шерсть на груди и гриву. Обитает в Уганде, являясь единственным приматом-эндемиком этой страны.